# Duelo de pasiones (telenovela de 1968)
Duelo de pasiones fue una telenovela mexicana producida por Telesistema Mexicano S.A. y protagonizada por María Elena Marqués, Eric del Castillo y Anita Blanch, y contó con las participaciones estelares de Amparito Arozamena, Luis Gimeno, María Montejo, Emma Roldán, entre otros.

## Elenco
- María Elena Marqués - Lucía
- Eric del Castillo - Ángel
- Anita Blanch - Mercedes
- Amparito Arozamena - Chuy
- Luis Gimeno
- María Montejo - Micaela
- Emma Roldán - Tomasa
- Raúl Padilla - Cuco
- Carlos Rotzinger - Pastor
- Silvia Fournier
- Fernando Mendoza
- Guillermo Aguilar

## Curiosidades
- En el año 2006 se realizó una telenovela con el mismo nombre, Duelo de pasiones, que fue protagonizada por Erika Buenfil, Ludwika Paleta y Pablo Montero, antagonizada por Fabiola Campomanes y Sergio Goyri, fue producida por Juan Osorio Ortiz.